# Атанас Кралев
Атанас Кралев е български просветен деец и революционер, деец на Вътрешната македоно-одринска революционна организация.

## Биография
Роден е в град Куманово, тогава в Османската империя. Заминава да учи в Кюстендилското педагогическо училище, където е член на Младежкото македонско дружество.
Работи като учител и учителства в Младо Нагоричане. В Младо Нагоричане се запознава с Петър Манджуков, който го описва като:
| „ | ...един много любезен, услужлив и симпатичен млад човек. | “ |

Докато работи като учител в близкото село Байловце, Кралев е заловен от османската власт по време на Кумановската афера от ноември-декември 1900 година и е затворен в Скопския затвор. Осъден е на вечен затвор в окови.
Убит е в Скопско.